# Arno Wallaard
Arno Wallaard (* 13. Oktober 1979 in Noordeloos, Niederlande; † 28. Februar 2006 ebenda) war ein niederländischer Radrennfahrer.
Wallaard fuhr 2003 als Profi beim belgischen Team Quick Step und war in den beiden folgenden Jahren bei kleineren Teams angestellt. Vor der Saison 2006 wechselte er zum niederländischen Professional Continental Team Skil-Shimano. Wallaard belegte 2003 Rang 14 bei der Tour de Normandie. Als amtierender niederländischer Nachwuchsmeister gewann Wallaard 2001 Rund um Köln für Amateure und eine Etappe bei der Thüringen-Rundfahrt. 2004 wurde er 20. der niederländischen Meisterschaften.
Wallaard starb im Februar 2006 im Alter von 26 Jahren durch einen plötzlichen Herzstillstand.
2007 wurde der seit 1984 in Meerkerk ausgetragene Omloop Alblasserwaard, den Wallard 1999 selbst gewonnen hatte, in Arno Wallaard Memorial umbenannt.

## Palmarès
- 2004 Noord-Nederland Tour
- 2005 Ronde van Overijssel
- 2005 GP Beckerich